# Aconaemys sagei
Aconaemys sagei (скельний щур Сейджа) — вид гризунів родини дегові. Цей вид також називають тундуко. Названий на честь доктора Річарда Сейджа (Richard D. Sage), наукового співробітника Музею зоології хребетних, Університету Каліфорнії, Берклі, США.

## Зовнішня морфологія
Вага: 83-110 грам. Колір хутра коричневий, хвіст злегка двоколірний. 

## Середовище проживання
Мешкає у Чилі та Аргентині. Населяє ліси та трав'янисті місцевості. 

## Поведінка
Веде денний спосіб життя; ймовірно хороший копач нір. Робить звук схожий на смішок, а також писк, що нагадує писк морських свинок.